# هوغو بالينكي
هوغو بالينكي (بالإسبانية: Hugo Palenque)‏ هو لاعب كرة قدم بوليفي في مركز الدفاع، ولد في 1 ديسمبر 1937 في بوليفيا. شارك مع منتخب بوليفيا لكرة القدم. أما مع النوادي، فقد لعب مع Club 31 de Octubre ‏.